# Ricardo Álvarez (Fußballspieler, 1911)
Ricardo Álvarez, bekannt auch unter dem Spitznamen Changa, (* 1911; † 1986) war ein mexikanischer Fußballspieler auf der Position des Stürmers. 

## Leben
Álvarez spielte bereits in der Saison 1940/41 für die UD Moctezuma, als er nachweislich mindestens sechs Tore in der damals noch offiziell als Amateurveranstaltung ausgetragenen Liga Mayor erzielte. Über seine Stationen in den nächsten beiden Spielzeiten (1941/42 und 1942/43) liegen keinerlei Erkenntnisse vor. In der Eröffnungssaison der nunmehr als Profiliga ausgetragenen Liga Mayor spielte er erneut (oder noch immer?) für Moctezuma. 
Nach der Saison 1944/45 wechselte er zum Puebla FC, für den er in den nächsten fünf Spielzeiten insgesamt 87 Tore erzielte und somit zum besten Erstligastürmer in dessen Geschichte avancierte. 
Nach der Saison 1949/50 wechselte er zum CD Veracruz, bei dem er seine aktive Laufbahn in der Saison 1950/51 ausklingen ließ.